# Federația Română de Alpinism și Escaladă
Federația Română de Alpinism și Escaladă (FRAE), este federația sportivă care reprezintă autoritatea în domeniile alpinism, escaladă și schi alpinism și are ca obiectiv principal performanța sportivă, beneficiind de la Ministerul Tineretului și Sportului (M.T.S.) de venituri destinate dezvoltării și promovării acestor discipline sportive de performanță. Este afiliată la Federația Internațională de Escaladă Sportivă (IFSC) și la Federația Internațională de Schi-alpinism (ISMF).

## Istoric
Alpinismul și cățărarea în România în formă organizată a avut mai multe etape înainte de Federația Română de Alpinism și Escaladă. În 1949 se înființează Comitetul pentru Cultura Fizica și Sport, în cadrul căruia funcționează și o secție de alpinism, iar un an mai târziu se înființează Comisia Centrală de Alpinism. În 1967, în cadrul Consiliului Național pentru Educație Fizică și Sport se înființează Federația Română de Turism-Alpinism (aceasta cuprindea și orientarea sportivă și speologia). În 1990, alpiniștii din România hotărăsc constituirea Federației Române de Alpinism și Escaladă, conform cu cele mai noi evoluții pe plan internațional și afilierea acesteia la Uniunea Internațională a Asociațiilor de Alpinism (UIAA). Alpiniștii și cățărătorii români au început astfel să participe la competițiile Europene și Mondiale de Escaladă și de Schi-Alpinism organizate sub egida Federației Internaționale.

## Competiții
Federația organizeză în fiecare an următoarele competiții pe plan național: 
- Cupa României
- Campionatul Național de Bouldering Seniori
- Campionatul Național de Bouldering Juniori și Copii
- Campionatul Național de Escaladă

## Victorii

### Cupa europeană juniori
| Ediție | Loc            | Atlet              | Disciplină   | Medalie |
| ------ | -------------- | ------------------ | ------------ | ------- |
| 2021   | Imst           | Darius Andrei Râpă | Lead Youth B |         |
| 2021   | Veliko Tărnovo | Darius Andrei Râpă | Lead Youth B |         |

### Masterul internațional de paraclimbing
| Ediție | Loc  | Atlet       | Disciplină | Medalie |
| ------ | ---- | ----------- | ---------- | ------- |
| 2017   | Imst | Răzvan Nedu | Lead B2    |         |

### Campionatul mondial de paraclimbing
| Ediție | Loc      | Atlet                | Disciplină | Medalie |
| ------ | -------- | -------------------- | ---------- | ------- |
| 2019   | Briançon | Cosmin Florin Candoi | Lead B3    |         |

### Cupa mondială de paraclimbing
| Ediție | Loc       | Atlet                       | Disciplină | Medalie |
| ------ | --------- | --------------------------- | ---------- | ------- |
| 2018   | Briançon  | Florin Alin Ana             | Lead B2    |         |
| 2021   | Briançon  | Cosmin Florin Candoi        | Lead B3    |         |
| 2021   | Briançon  | Răzvan Nedu                 | Lead B3    |         |
| 2021   | Innsbruck | Răzvan Nedu                 | Lead B1    |         |
| 2021   | Innsbruck | Angelo Sebastian Simionescu | Lead B1    |         |